# Ruta 150 (Costa Rica)
La Ruta 150, oficialmente Ruta Nacional Secundaria 150, es una ruta nacional de Costa Rica ubicada en la provincia de Guanacaste.

## Descripción
En la provincia de Guanacaste, la ruta atraviesa el cantón de Nicoya (los distritos de Nicoya, San Antonio, Sámara, Belén de Nosarita).